# ساتلميش محمدلو
ساتلميش‌ محمدلو هي قرية في مقاطعة مياندوآب، إيران. عدد سكان هذه القرية هو 1,564 في سنة 2006.